# Редиф
Редиф е название на втора категория /резервни войски/ на въоръжените сили на Османската империя.
Армията се състои както от войници, служещи редовната си служба /низам/, така и от завършили срока на низам, но зачислени в запаса – редиф. Разделен е на 3 срока /мокадем, тали и салиссе/.
По време на война от състава на редифа се попълва редовната войска. Често от редиф се формират самостоятелни военни части, които нямат високи бойни качества. Отличават се при потушаване на вътрешни бунтове и въстания с необуздани грабежи и зверства.